# Rivière Nipukatasi
La rivière Nipukatasi est un affluent de la rivière Broadback laquelle coule vers l'ouest jusqu'à la baie de Rupert, au sud de la baie James. La rivière Nipukatasi coule dans la municipalité de Eeyou Istchee Baie-James, dans la région administrative du Nord-du-Québec, au Québec, au Canada.

## Géographie
Les bassins versants voisins de la rivière Nipukatasi sont :
- Côté nord : rivière Broadback ;
- Côté est : lac Amisquioumisca, lac Caminscanane ;
- Côté sud : lac Opataouaga, lac Poncheville, rivière Maicasagi ;
- Côté ouest : lac Quénonisca, lac Salamandre, lac Evans.

Un petit lac (longueur : 0,5 km ; altitude : 410 m) constitue la tête de la rivière Nipukatasi. Ce lac est situé à 1,6 km au nord-ouest du lac Caminscanane, à 2,7 km au sud-ouest du lac Morain et au sud-est du lac de la Bétulaie.

### Parcours en aval du lac de tête
(segment de 37,9 km)
À partir de ce lac de tête, la rivière Nipukatasi coule sur 3,4 km vers le nord-est plus ou moins en parallèle à la rive ouest du lac Morain. Puis la rivière bifurque vers l'ouest pour couler sur 4,4 km en zones de marais, jusqu'à la rive est du lac de la Bétulaie (longueur : 4,3 km ; altitude : 312 m), que le courant traverse sur 3,0 km vers l'ouest. Ensuite la rivière Nipukatasi coule sur 14,6 km d'abord sur 1,1 km vers le nord, puis vers le sud-ouest plus ou moins en parallèle à la rive nord-ouest du lac de la Bétulaie en traversant des zones de marais, sauf sur le dernier 2,7 km. La rivière se déverse sur la rive nord du lac Amisquioumisca que le courant traverse sur 12,5 km vers le sud-ouest.

### Segment en aval du lac Amisquioumisca
(segment de 77,5 km)
Le lac Amisquioumisca (longueur : 12,5 km ; altitude : 302 m) constitue le principal plan d'eau supérieur de la rivière Nipukatasi. Son embouchure est situé au sud-ouest du lac.
À partir de l'embouchure de ce lac, la rivière Nipukatasi coule d'abord sur 3,0 km vers l'ouest. La rivière bifurque vers le nord pour couler sur 8,6 km jusqu'à une décharge venant de l'est. Puis la rivière se réoriente sur 15,8 km vers le sud-ouest. Ensuite, la riviève bifurque vers le nord pour couler sur 11,6 km jusqu'à la rive sud du lac Rocher (altitude : 255 m) que le courant traverse sur 26,4 km (soit sa pleine longueur) vers le nord-est. Dans son dernier segment, la rivière coule sur 12,1 km vers le nord-est en traversant un lac (longueur : 6,4 km ; altitude : 253 m).
La rivière Nipukatasi se déverse sur la rive sud de la rivière Broadback, en amont du lac Quénonisca.

## Toponymie
Le toponyme rivière Nipukatasi a été officialisé le 5 décembre 1968 à la Commission de toponymie du Québec.